# The Barefoot Boy (film 1912)
The Barefoot Boy è un cortometraggio muto del 1912 diretto da Edmund Lawrence. Prodotto dalla Kalem Company, aveva come protagonisti due attori bambini, Georgie Stewart e Adelaide Lawrence, figlia del regista. Nella sua breve carriera cinematografica, Georgie non girò molti film. La piccola Adelaide, che all'epoca aveva sette anni, nella sua carriera terminata nel 1980, fu spesso diretta dal padre, interpretando una ventina di pellicole.

## Produzione
Il film fu prodotto dalla Kalem Company.

## Distribuzione
Distribuito dalla General Film Company, il film - un cortometraggio lungo 225 metri - uscì nelle sale statunitensi il 2 agosto 1912.